# Селенит марганца
Селенит марганца — неорганическое соединение,
соль марганца и селенистой кислоты с формулой MnSeO3,
кристаллы,
не растворяется в воде,
образует кристаллогидраты.

## Физические свойства
Селенит марганца образует кристаллы нескольких модификаций:
- моноклинная сингония, пространственная группа P 21/c, параметры ячейки a = 0,52541 нм, b = 0,8254 нм, c = 1,37846 нм, β = 99,008°.
- моноклинная сингония, пространственная группа P 21/c, параметры ячейки a = 0,80329 нм, b = 0,833 нм, c = 1,04662 нм, β = 124,971° [1].

Не растворяется в воде, р ПР = 7.3.
Образует кристаллогидраты состава MnSeO3•n H2O, где n = 1/3, 3/4, 1, 2 и 3.